# Исираилов, Азамат Алмазбекович
Азамат Алмазбекович Исираилов  (род. 20 мая 1988, город Ош) — депутат Жогорку Кенеша Кыргызской Республики VII созыва от политической партии «Альянс» (с 2021 года). Член Комитета по транспорту, коммуникациям, архитектуре и строительству.

## Биография
Родился 20 мая 1988 года в городе Оше Киргизской ССР.
В 2011 году успешно завершил обучение в Кыргызском национальном университете им. Ж. Баласагына, обучался на юридическом факультете.
Трудовую деятельность начал в 2013 году юристом в ОАО «Карасуу-Дан-Азык» Кара-Суйского района. С 2017 по 2019 годы работал главным специалистом отдела по организационным вопросам, местному самоуправлению и землепользованию Аламединской районной государственной администрации Чуйской области. С 2020 по 2021 годы работал главным специалистом отдела правовой, кадровой работы и делопроизводства Управления делами Жогорку Кенеша Кыргызской Республики.
В ноябре 2021 года избран депутатом VII созыва Жогорку Кенеша Кыргызской Республики от политической партии «Альянс». Является членом Комитета по транспорту, коммуникациям, архитектуре и строительству.
Женат, отец троих детей.